# Franz Ferdinand Eiffe (Politiker, 1860)

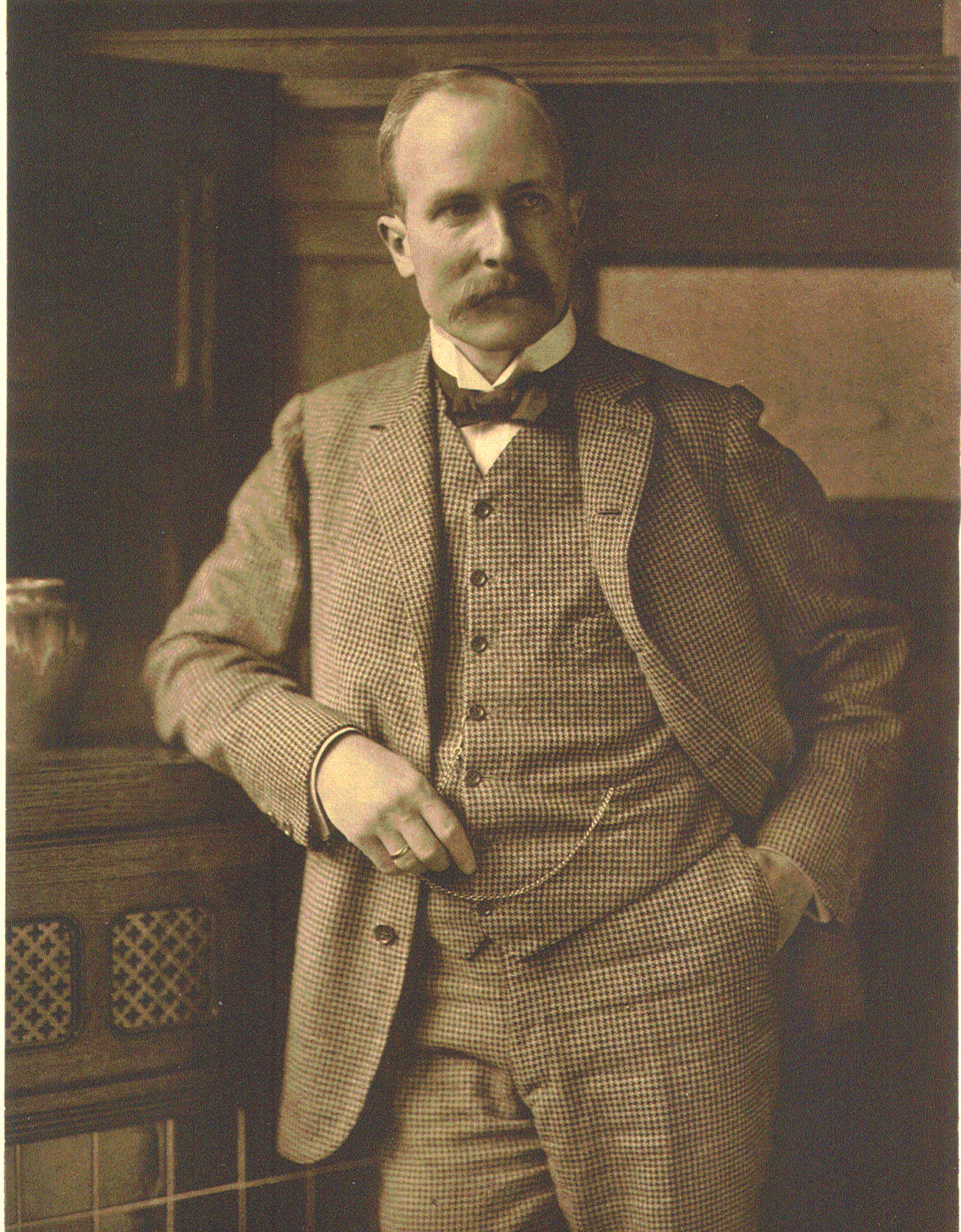
Franz F. Eiffe 1905

Franz Ferdinand Eiffe (* 24. November 1860 in Hamburg; † 4. November 1941 ebenda) war ein Hamburger Kaufmann und Abgeordneter.

## Leben

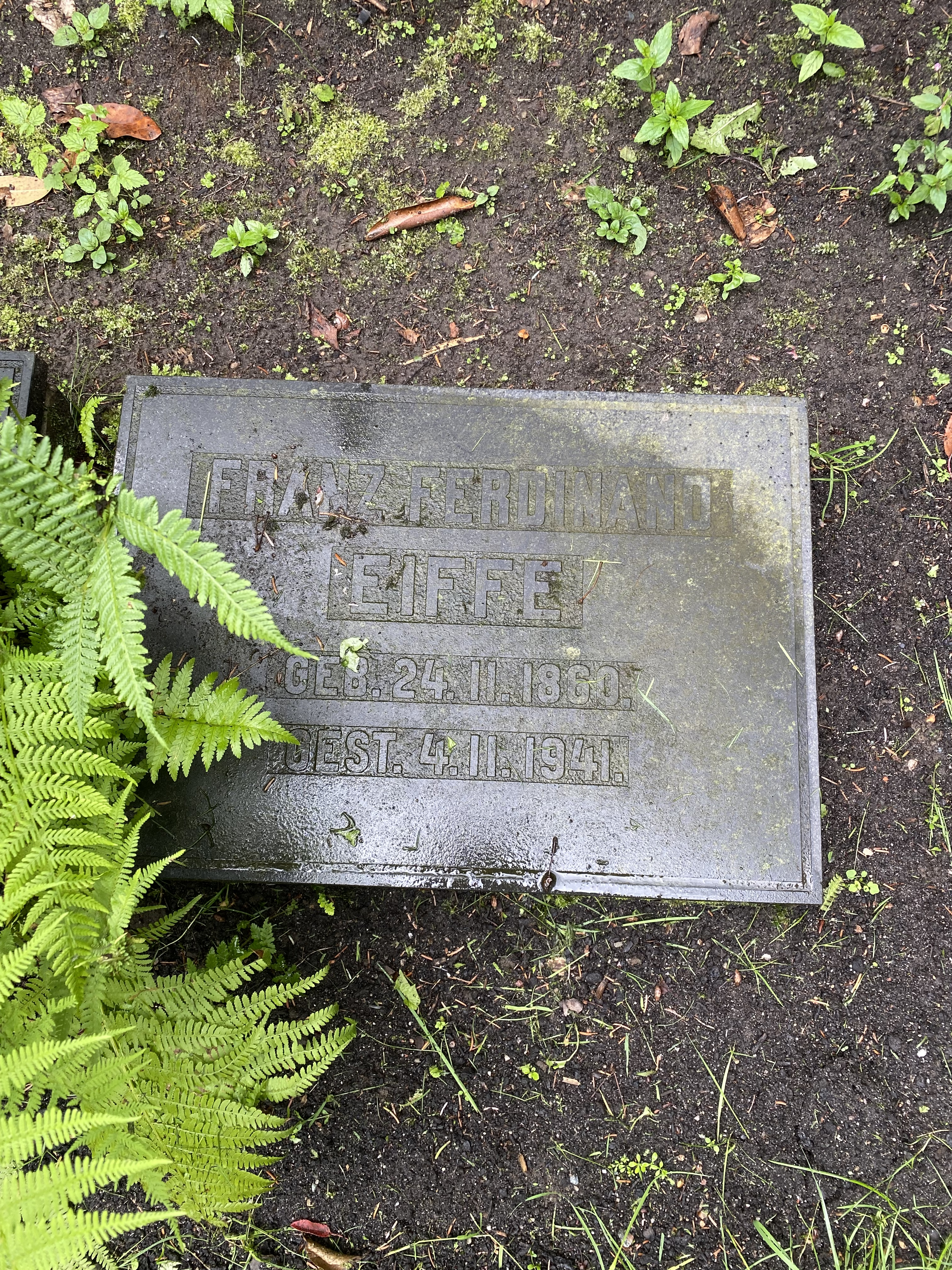
Kissenstein in der Familiengrabstätte Oetling auf dem Friedhof Ohlsdorf

Eiffes Vater war der Senator Franz Ferdinand Eiffe (1825–1875), seine Mutter Susan Godeffroy (1833–1871). Eiffe wurde mit 14 Jahren Waise.
Nach dem Schulbesuch machte er eine kaufmännische Lehre bei Friedrich Wilhelm Burchard. Mitte des Jahres 1882 diente er für ein Jahr beim Jäger-Bataillon Nr. 14 in Schwerin. Er gründete später die Im- und Exportfirma F.F. Eiffe & Co. Eiffe war als Kaufmann im südlichen Afrika tätig, er war aktiv beteiligt an dem Versuch, einen Hafen für die Burische Republik Transvaal bei Lourenço Marques in der portugiesischen Kolonie Mosambik zu errichten.
Von 1904 bis 1918 gehörte Eiffe der Hamburgischen Bürgerschaft an. Von 1904 bis 1928 war er Mitglied der Deputation für Handel, Schiffahrt und Gewerbe.
Von 1915 bis 1916 war Eiffe Leiter der deutschen Sanitäts-Mission im Königreich Bulgarien.
Eiffe initiierte in Hamburg die „Förderung jeglichen athletischen Sports“. Dazu hatte er 1880 mit einigen anderen den „Hamburger Sport-Club“ gegründet. Der Verein veranstaltete jährlich Wettbewerbe in den Disziplinen Laufen und Springen. Später kam noch Radfahren dazu. Diese Wettbewerbe wurden mangels geeigneter Wettkampfstätten auf bestehenden Pferderennbahnen in Hamburg-Horn und Bahrenfeld veranstaltet. Da ab 1888 der Hamburger Sport-Club ausschließlich Pferderennen veranstaltete –ab 1891 auf einer eigenen Rennbahn in Groß Borstel–, verließ Eiffe den Verein. In den folgenden Jahren wurden die Wettbewerbe auf dem Gelände des „Eisbahnvereins vor dem Dammthor e.V.“ ausgetragen, der Eiffe später zu seinem Ehrenmitglied ernannte. Für seinen Einsatz für die Leichtathletik wurde Eiffe 1891 auch vom „Sport–Club Germania von 1887“ und 1912 vom „Hamburger Fussball–Club“ jeweils mit der Ehrenmitgliedschaft geehrt.
Franz Ferdinand Eiffe war mit Mariquita Oetling (1872–1945) verheiratet. Gemeinsame Kinder waren: Margot (1893–1969) ⚭ Bernhard von Studnitz, Gabriele (1894–1977) ⚭ Theodor Momm, Franz Ferdinand (1896–1974), Gertrud Elisabeth (1898–1926) ⚭ Herbert Hinrichs. Seine letzte Ruhestätte fand er auf dem Friedhof Ohlsdorf in der Familiengrabstätte Oetling. Sie liegt im Planquadrat W 21, östlich von Kapelle 2.